# Nationaal Park Guadeloupe
Nationaal Park Guadeloupe (Frans: Parc national de la Guadeloupe) is een nationaal park op Guadeloupe. Het werd ingesteld in 1989 en is 380 vierkante kilometer groot. In het park liggen nevelwouden, mangroves, tropische bossen en vulkanisch gebergte (vulkaan La Soufrière).
In 2006 de baai Grand Cul-de-Sac Marin toegevoegd aan het nationaal park. In 2009 werd Réserve Cousteau, twee eilanden met koraalriffen, een onderdeel van het nationaal park.

## Fauna en flora
De endemische guadeloupespecht, de guadeloupewasbeer en de Agoeti behoren tot de fauna van het reservaat. Kenmerkend zijn ook de vele endemische soorten anolissen waaronder de marmeranolis.
Kenmerkende plantensoorten zijn Heliconia caribaea en  Philodendron giganteum. Epifyten zoals orchideeën, Bromelia en Tillandsia' kenmerken de vegetatie.

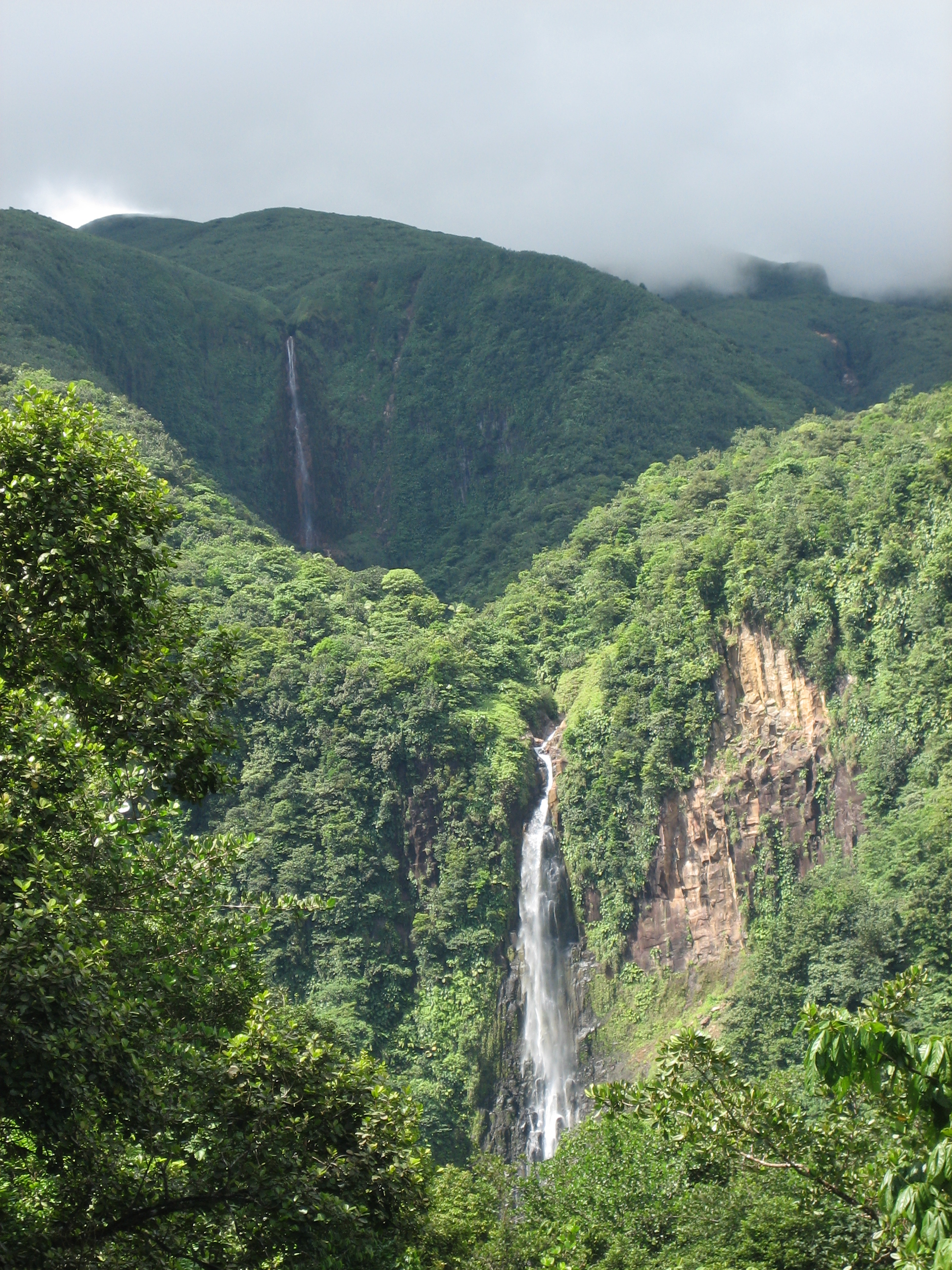
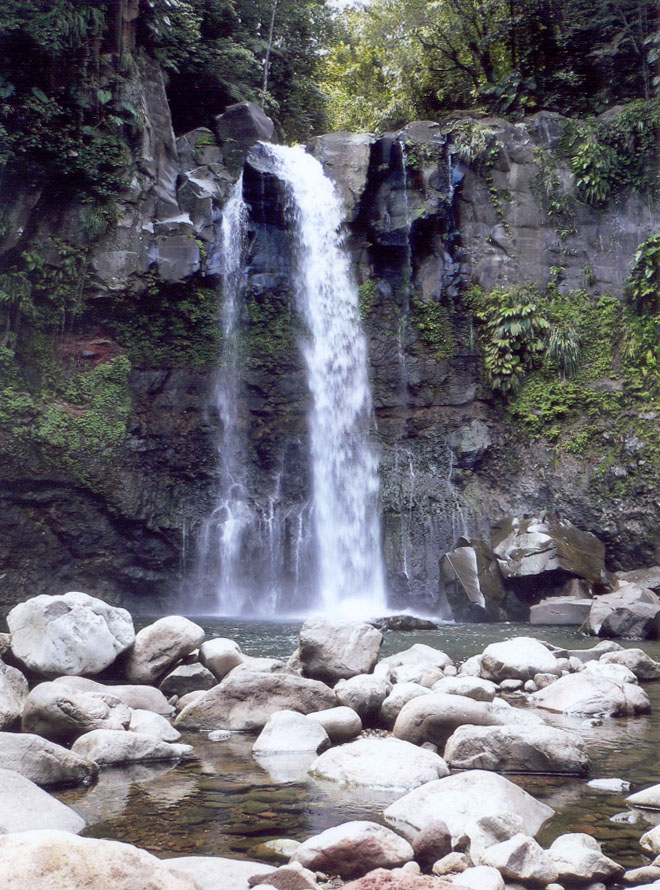
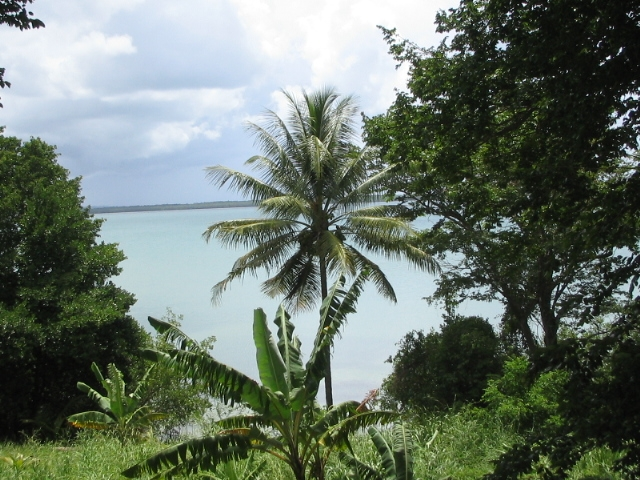
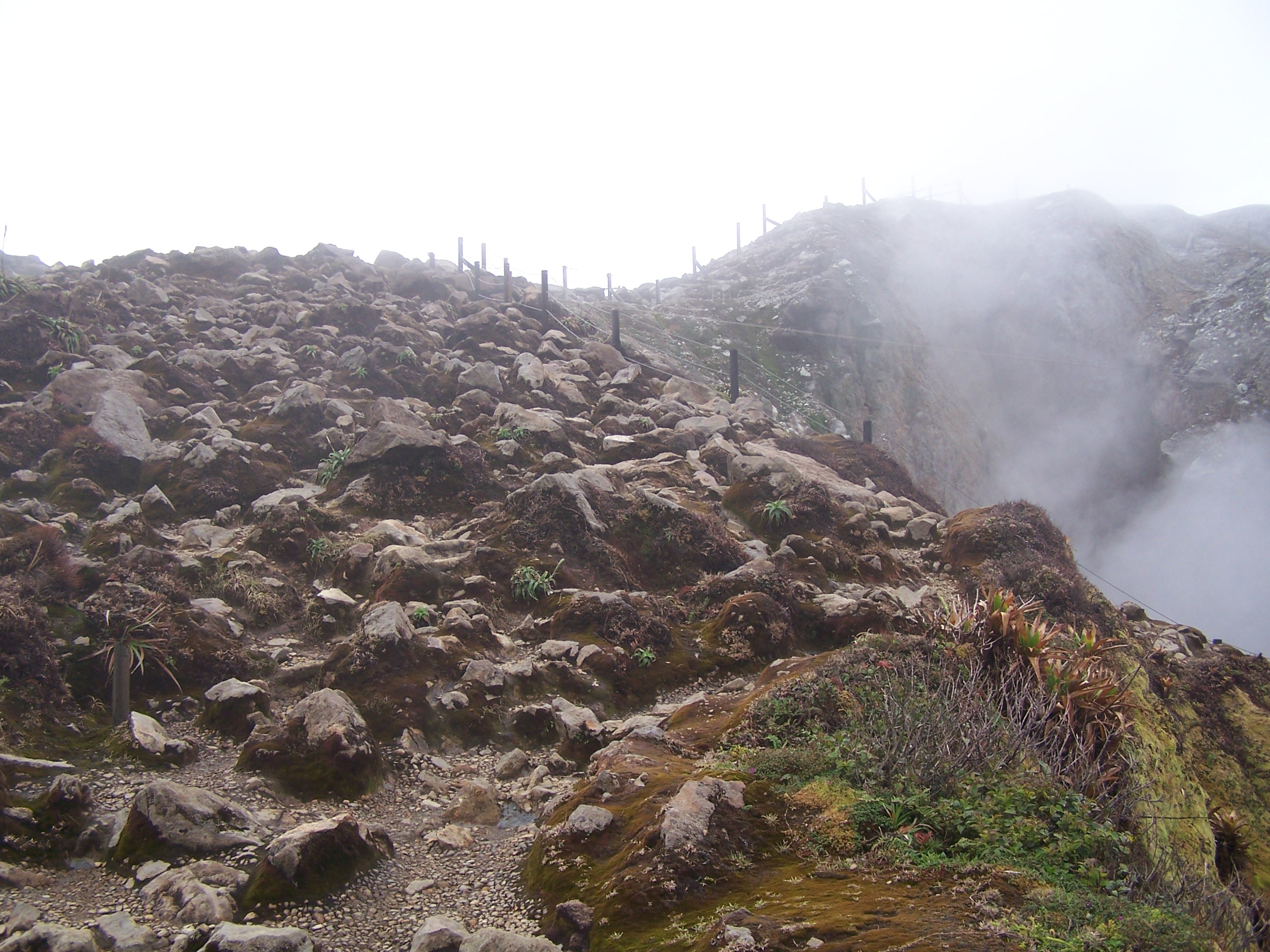
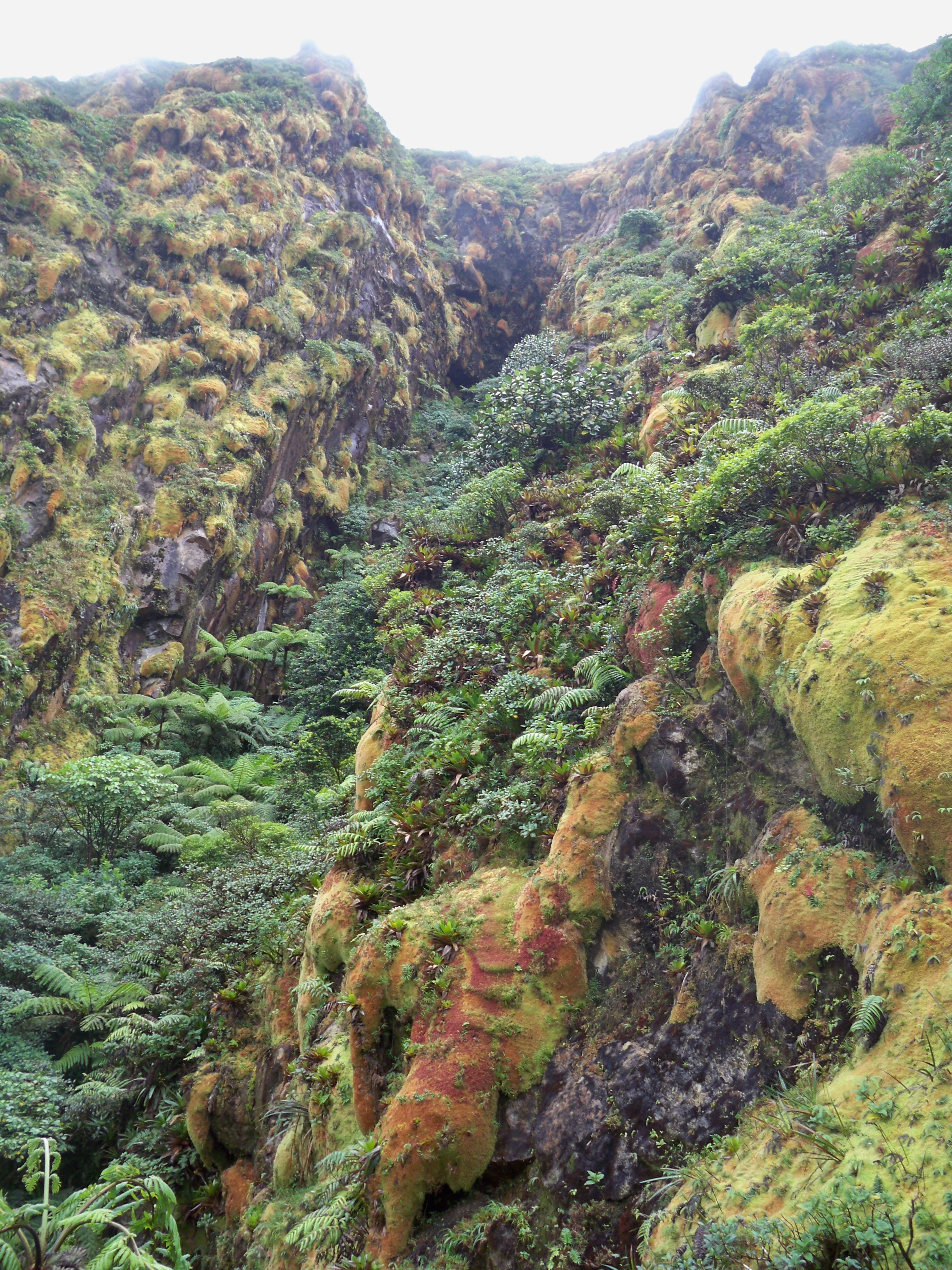
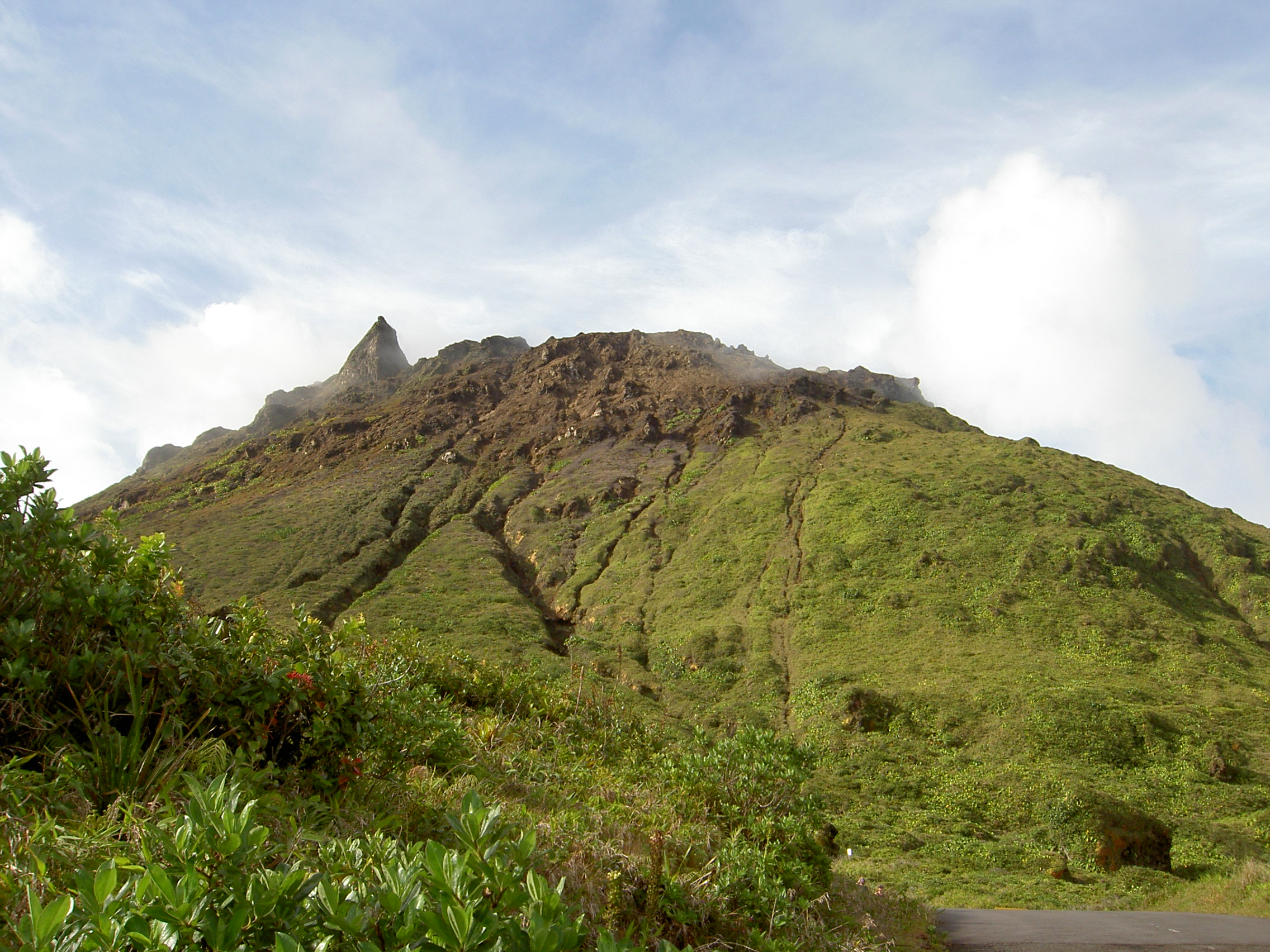
Top van de vulkaan Soufrière (1467m)